# Noreña
Noreña – gmina w Hiszpanii, w prowincji Asturia, w Asturii, o powierzchni 5,66 km². W 2011 roku gmina liczyła 5432 mieszkańców.